# A-0 System
L'A-0 System è stato il primo compilatore al mondo, scritto nel 1951 per UNIVAC da Grace Murray Hopper.
Questo funzionava più come un caricatore o linker che come un effettivo compilatore.
È stato specificato un programma come sequenza di subroutine e argomenti, le subroutine sono identificate da un codice numerico mentre gli argomenti sono scritti dopo gli stessi codici di subroutine, l'A-0 System ha convertito le specifiche in codice macchina che può essere inserito nel computer una seconda volta per eseguire il programma.
Il compilatore A-0 è stato seguito da A-1, A-2, A-3, AT-3 e B-0, il sistema A2 è stato sviluppato presso la divisione UNIVAC di Remington Rand nel 1953, A2 è stato distribuito ai clienti per effettuare migliorie all'UNIVAC quindi è stato il primo software libero e open source della storia dell'informatica.